# Cyclocheilichthys apogon
Cá ba kỳ đỏ hay cá cóc đậm (Danh pháp khoa học: Cyclocheilichthys apogon) là một loài cá thuộc chi Cyclocheilichthys. Chúng được tìm thấy ở sông Mae Klong, Chao Phraya và sông Mekong và ở vùng phía Nam và Đông Nam của Thái Lan.

## Đặc điểm
Thân hình cá thoi cao, đầu nhỏ, mõm tù, miệng nhỏ, mắt to nằm ở phía đỉnh đầu, không có râu. Vây lưng có tia đơn cuối hóa xương và phía sau có răng cưa, khởi điểm sau khởi điểm vây bụng, vây đuôi phân thùy sâu, vẩy vừa phủ toàn thân, đường bên chạy thẳng giữa thân. Lưng nâu, bụng trắng, gốc vẩy có sắc tố đen tạo thành 6 đến 9 sọc dọc thân, giữa cuốn đuôi có một đốm đen tròn, gốc vây màu đỏ cam.